# Leptaspis
Leptaspis es un género perteneciente a la familia de las gramíneas. que comprende unas 14 especies distribuidas por Asia, África y Australia.

## Descripción
Leptaspis incluye plantas perennes, erectas que pueden presentar rizomas. Son monoicas, con flores masculinas y femeninas en la misma inflorescencia. Presenta un androceo con 6 estambres y un gineceo con tres estigmas pubescentes. La inflorescencia es una panoja. 

## Etimología
El nombre del género deriva de las palabras griegas leptos (fino) y aspis (un escudo redondo), aludiendo al lema de la espiguilla femenina.

## Citología
El número cromosómico básico del género es x = 12, con números cromosómicos somáticos de 2n = 24. diploide.

## Especies
| - Leptaspis angustifolia - Leptaspis banksii - Leptaspis cochleata - Leptaspis comorensis - Leptaspis conchifera - Leptaspis cumingii - Leptaspis formosana | - Leptaspis lanceolata - Leptaspis manillensis - Leptaspis sessilis - Leptaspis tararaensis - Leptaspis umbrosa - Leptaspis urceolata - Leptaspis zeylanica |